# 韋代亞河畔德勒格內什蒂鄉
44°08′N 25°03′E / 44.133°N 25.050°E
韋代亞河畔德勒格內什蒂鄉（羅馬尼亞語：Comuna Drăgănești de Vede, Teleorman），是羅馬尼亞的鄉份，位於該國南部，由特列奧爾曼縣負責管轄，面積31平方公里，海拔高度85米，2007年人口2,209，人口密度每平方公里70人。